# Raines
Raines è una serie televisiva statunitense ideata da Graham Yost e andata in onda sulla rete NBC tra il marzo e l'aprile 2007. In Italia è andata in onda su Premium Crime dal 9 gennaio al 23 gennaio 2012.
Nel 2008 il primo episodio è stato candidato come "miglior episodio pilota" agli ASC Award.

## Trama
Il detective della Polizia di Los Angeles Michael Raines ha l'insolita abitudine di risolvere i casi interagendo con proiezioni immaginarie delle vittime dei crimini, create appositamente dalla sua mente.

## Episodi
| Stagione       | Episodi | Prima TV USA | Prima TV Italia |
| -------------- | ------- | ------------ | --------------- |
| Prima stagione | 7       | 2007         | 2012            |